# Edições do Fantaspoa
Esta é uma lista com as edições do Fantaspoa.

## I Festival de Cinema Fantástico de Porto Alegre (2005)
Mais de mil pessoas conferiram a primeira edição do festival, que debutou de 18 a 23 de outubro de 2005, com mais de 26 filmes do gênero em película e DVD. A seleção reuniu produções aclamadas por público e crítica, como Nosferatu (1979), de Werner Herzog e Scanners (1981), de David Cronenberg, além de obras cultuadas como O Homem de Palha (1973) de Robin Hardy, Suspiria (1977), de Dario Argento, e Santa sangre (1989), de Alejandro Jodorowsky.
Terra dos Mortos (2005), de George A. Romero, Almas Gêmeas (1994), de Peter Jackson, The Beyond (1981), de Lucio Fulci, A Bruma Assassina (1980), de John Carpenter, e os clássicos A Casa dos Maus Espíritos (1959), de William Castle e Repulsa ao Sexo (1965), de Roman Polanski e Vampiras Lésbicas (1971), de Jesus Franco também estiveram entre os destaques. O festival ainda trouxe filmes orientais de Takashi Miike (A Entrevista/1999), Tsui Hark (A Lenda de Zu/2001) e Hirokazu Koreeda (Depois da Vida/1998) e curtas-metragens gaúchos, entre eles, Incômodos (2005) de Gustavo Tissot e Sintomas (2004), de Fernando Mantelli, e paulistas, Behemoth (2003), de Carlos G. Gananian, e Crônicas de um Zumbi Adolescente (2004), de André ZP.

## II Festival de Cinema Fantástico de Porto Alegre (2006)
Em 2006, a atração retornou de 17 a 22 de outubro, com a exibição de mais de 40 filmes do gênero fantástico, cursos, e uma homenagem ao cineasta José Mojica Marins, recebida pela filha, Mariliz Marins, mais conhecida como Liz Vamp, e uma Mostra Competitiva Nacional de curtas-metragens. O troféu O Inominável de Ouro, criado pelo artista plástico Ricardo Ghiorzi, foi entregue nas categorias Júri Oficial, Júri Popular e para o criador do Zé do Caixão, pelo conjunto de sua obra. O Júri Oficial, formado por membros do Clube de Cinema de Porto Alegre e jornalistas convidados, dividiu o prêmio entre os paulistas Historietas Assombradas (para crianças mal-criadas), de Victor Hugo Borges, que também levou o Júri Popular, e Noturno, de Daniel Salaroli, e o pernambucano Vinil Verde, de Kleber Mendonça Filho.
O tributo prestado ao diretor também incluiu a exibição de três de suas obras-primas, entre elas, À Meia-Noite Levarei Sua Alma (1964), Esta Noite Encarnarei no Teu Cadáver (1967) e O Ritual dos Sádicos (1970). A 1ª temporada da tele-série norte-americana Masters of Horror (2005), que reuniu Dario Argento,  Stuart Gordon,  Joe Dante, John Landis, Tobe Hooper e outros; o polêmico Canibal Holocausto (1980), do diretor italiano Ruggero Deodato; o terror espanhol Os Olhos da Cidade São Meus, de Bigas Luna; duas produções do francês Christophe Gans, a aventura O Pacto dos Lobos (2001) e Terror em Silent Hill (2006); a fantasia russa Viy: O Espírito do Mal (1967), de Georgi Kropachyov e Konstantin Yershov, o musical Conheça os Feebles (1989), de Peter Jackson, também foram destaques do festival.

### Curta-metragens
Júri Oficial
- Melhor curta-metragem nacional: “Historietas Assombradas (para crianças mal-criadas)”, de Victor-Hugo Borges; “Noturno”, de Daniel Salaroli; e “Vinil Verde”, de Kleber Mendonça Filho.

Júri Popular
- Melhor curta-metragem nacional: “Historietas Assombradas (para crianças mal-criadas)”, de Victor-Hugo Borges

## III Festival de Cinema Fantástico de Porto Alegre (2007)

### Curta-metragens
Júri Oficial
- Melhor curta internacional: "A Ninja Pays Half my Rent", de Steven K. Tsuchida
- Melhor curta nacional: "Sete Vidas", de Zé Mucinho and Marcelo Spomberg

Júri Popular
- Melhor curta internacional: "Maquina", de Gabe Ibanez
- Melhor curta nacional: "Sete Vidas", de Zé Mucinho and Marcelo Spomberg

## IV Festival de Cinema Fantástico de Porto Alegre (2008)

### Longas-metragens
Júri Oficial
- Melhor filme: "Hogfather", de Vadim Jean
- Melhor direção: Richard Schenkman, de "The Man from Earth"
- Melhor roteiro: Guillem Morales, de "El Habitante Incierto"
- Melhores efeitos especiais: "Jack Brooks: the Monster Slayer"
- Melhor ator: Norman Briski, de "Los Chicos Desaparecen"
- Melhor atriz: Jimena Anganuzzi, de "El Proprietario"
- Melhor animação: "Sword of the Stranger", de Masahiro Andô

Prêmios especiais
- Melhor produção independente: "Filmatron", de Pablo Parés
- Melhor Scream Queen: Ilona Elkin, de "End of the Line"
- Melhor banho de sangue: "The Last House in the Woods", de Gabriele Albanesi

Júri Popular
- Melhor filme: End of the Line

### Curtas-metragens
Júri Oficial
- Melhor curta internacional de animação: "Viaje a Marte", de Juan Pablo Zaramella
- Melhor curta internacional em live-action: "Missing", de Matthieu Donck
- Melhor curta nacional: "Casa da luz vermelha", de Bernardo Mangaravite

Júri Popular
- Melhor curta internacional de animação: "Viaje a Marte", de Juan Pablo Zaramella
- Melhor curta internacional em live-action: "Missing", de Matthieu Donck
- Melhor curta nacional: "Fraulein Gertie", de Tomás Creus e Lavinia Chianello 2007

Melhor curta internacional (público e júri)
- "Máquina", de Gabe Ibañez
- "Sete Vidas", Marcelo Spomberg e Zé Mucinho

## V Festival de Cinema Fantástico de Porto Alegre (2009)

### Longas-metragens
- Melhor filme: Zibahkhana - Estrada para o Inferno
- Melhor direção: Vadim Jean - A Cor da Magia
- Melhor ator: Marc Senter: O Perdido
- Melhor atriz:Maria Inez Alonso e Veronica Mari (Breaking Nikki)
- Melhor roteiro: Chris Gardner e Blair Rowan (Sangue na Estrada)
- Melhores efeitos especiais: Tokyo Gore Police
- Melhor screaming queen: Misty Mundae (A Ira)
- Melhor banho de sangue: Caça aos porcos
- Menção honrosa: elenco infanto-juvenil de "A garota da casa ao lado".

Júri popular
- Animação brasileira: Dossiê Rê Bordosa
- Live Action brasileiro: Bicho
- Live action Internacional: Porque hay cosas que nunca se olvidam
- Animação internacional I: Dans la téte
- Melhor filme longa-metragem: The Machine Girl

### Curtas-metragens
- Animação nacional: Dossiê Rê Bordosa e O menino que plantava invernos (empate)
- Menção honrosa: Voltage
- Animação internacional: The Separation
- Menção honrosa: Violeta
- Live Action Nacional: Bicho
- Menção honrosa: Na terra das monções
- Live action internacional: The Basket Case
- Menções: "El hombre feliz" e "El ataque de los robots de Nebulosa 5"

## VI Festival de Cinema Fantástico de Porto Alegre (2010)

### Longas-metragens
- Fantástico Mundo Animado: Uma Noite na Cidade, de Jan Balej

Competição Internacional
- Menções Honrosas:
  - Produção de baixo-orçamento: Recortadas, de Sebastian de Caro
- Banho de Sangue: Massacre Esta Noite, de Ramiro & Adrián García Bogliano
- Scream Queen: Julie Estelle (Macabro)
- Contribuição Artísticas: Bruno Catet & Helene Forzani (Amargo)

Prêmios Oficiais
- Roteiro: Konstantin Lopushansky, Vyacheslav Rybakov (Os Cisnes Feios)
- Efeitos Especiais: Reyes Abades (O Legado Valdemar)
- Atriz: Olga Fedori (Mamãe e Papai)
- Ator: Peter Marshall (O Cavaleiro)
- Diretor: Eli Craig (Tucker & Dale Enfrentam o Mal)
- Melhor Filme: Vida e Morte de uma Gangue Pornô, de Mladen Djordjevic

### Curtas metragens
- Melhor Curta-metragem Nacional Live-Action: Mapa-Múndi, de Pedro Zimmermann
- Melhor Curta-metragem Nacional Animação: O Jumento Santo, de Léo D. & William Paiva
- Melhor Curta-metragem Internacional Live-Action: El Nunca lo Haría, de Anartz Zuazua
- Melhor Curta-metragem Internacional Animação: Alma, de Rodrigo Blaas

## VII Festival de Cinema Fantástico de Porto Alegre (2011)[1]

### Longas-metragens
- Competição de filmes de ação: Mandrill, Ernesto Diaz Espinoza
- Animação: Technotise, de Aleksa Gajic

Mostra Latino-Americana
- Melhor Filme: Malditos Sejam, de Fabián Forte e Demian Rugna
- Melhor Diretor: Pablo Ilanes, de Baby Shower
- Menções Honrosas:
  - Qualidade artística: Estigmas
  - Revelação: O Sanatório

Competição Internacional
- Efeitos Especiais: O Sepulcro
- Melhor Atriz: Angela Bettis, por Autômatos e Todos os Meus Amigos são Cantores de Funeral
- Melhor Ator: Christian Berkel, por O Último Empregado
- Roteiro: Uma Noite Escura e Tempestuosa, de Larry Blamire
- Melhor Direção: Victor Nieuwenhuijs, Maartje Seyferth, por Carne
- Melhor Filme: Vermelho, Branco e Azul, dirigido por Simon Rumley
- Menções Honrosas:
  - Contribuição Artística: Stefano Bessoni, Krokodyle
- Banho de Sangue: Ubaldo Terzani Horror Show
- Rainha do Grito: Natasha Lyonne, Tudo Sobre a Maldade
- Melhor longa-metragem eleito pelo público: Tudo Sobre a Maldade, de Joshua Grannell

### Curtas metragens
Júri Oficial
- Live-Action Nacional: Ninjas, de Dennisson Ramalho
- Animação Nacional: Meu Medo, de Murilo Hauser
- Live-Action Internacional: A Maré, de Sylvia Guillet
- Animação Internacional: Bobby Yeah, de Robert Morgan

Júri Popular
- Live-Action Nacional: Ninjas, de Dennisson Ramalho
- Animação Nacional: Céu, Inferno e Outras Partes do Corpo, de Rodrigo John
- Live-Action Internacional: Tio Jack, de Jamin Winans
- Animação Internacional: Mercury Bird, de Ina Findeisen